# 加巴·拿禾
加巴·拿禾（英語：Garba Lawal，1974年5月22日—），尼日利亞职业足球运动员，现在洛比星隊擔任球員兼助教.。

## 生涯
拿禾在荷蘭球會洛達JC登上職業生涯的高峰。2009年8月，他重返尼日利亞擔當洛比之星球員兼教練，他此前曾效力朱利亞斯貝爾格和長沙金德。

## 國際賽生涯
拿禾曾代表國家隊參加了1998年和2002年世界杯。他亦替球隊贏得了1996年奧運會金牌。

## 教練生涯
2009年8 月，他被任命為洛比之星的助理教練，他亦成為尼日利亞U17的球隊協調員。